# Чачава, Никандро Платонович
Никандро Платонович Чачава (1908, село Абаша, Сенакский уезд, Кутаисская губерния, Российская империя — неизвестно, Абаша, Грузинская ССР) — звеньевой колхоза имени Берия Абашского района, Грузинская ССР. Герой Социалистического Труда (1948).

## Биография
Родился в 1908 году в крестьянской семье в селе Абаша Сенакского уезда. После окончания местной начальной школы трудился в сельском хозяйстве. Во время коллективизации вступил в местный колхоз имени Берия Абашского района. В послевоенное время возглавлял полеводческое звено.
В 1947 году звено под его руководством собрало в среднем с каждого гектара по 78,78 центнера кукурузы на участке площадью 3 гектара. Указом Президиума Верховного Совета СССР от 21 февраля 1948 года удостоен звания Героя Социалистического Труда за «получение высоких урожаев кукурузы и пшеницы в 1947 году» с вручением ордена Ленина и золотой медали «Серп и Молот» (№ 783).
Этим же Указом званием Героя Социалистического Труда были также награждены труженики колхоза имени Берия бригадир Ивлиан Соломонович Чачава, звеньевые Капитон Ильич Микадзе, Фома Георгиевич Чачава, Георгий Афанасьевич Чочия и Филимон Спиридонович Чочия.
После выхода на пенсию проживал в родном селе Абаша (с 1964 года — город). С 1968 года — персональный пенсионер союзного значения. Дата смерти не установлена.